# Eymoutiers
Pour l’article ayant un titre homophone, voir Eymouthiers.
Eymoutiers est une commune française située dans le département de la Haute-Vienne en région Nouvelle-Aquitaine.

## Géographie

Situation de la commune d'Eymoutiers en Haute-Vienne.

### Localisation
Eymoutiers est traversée par la Vienne, et située 49 km au sud-est de Limoges, au centre de la région Limousin. Porte occidentale du plateau de Millevaches, limitrophe du département de la Corrèze, la commune fait partie du parc naturel régional de Millevaches en Limousin.

### Communes limitrophes
| Bujaleuf                                | Augne               | Saint-Amand-le-Petit        |
| Neuvic-Entier, Sainte-Anne-Saint-Priest | Eymoutiers          | Nedde                       |
| Domps                                   | Chamberet (Corrèze) | L'Église-aux-Bois (Corrèze) |

### Géologie et relief
Son altitude varie de 305 m, dans la vallée de la Vienne, en limite avec les communes de Neuvic-Entier et Bujaleuf, à 753 m, à la limite du département de la Corrèze, entre Souffrangeas et Villevaleix (L'Eglise-aux-Bois), dans le secteur Les Puys de Périgeas. Le sommet est entièrement boisé. En contrebas, la limite départementale longe un chemin sur 2 km, près du village de Freysseix (l'Eglise au Bois).
Eymoutiers se situe en zone de sismicité 1 (sismicité très faible).

### Voies de communication et transports

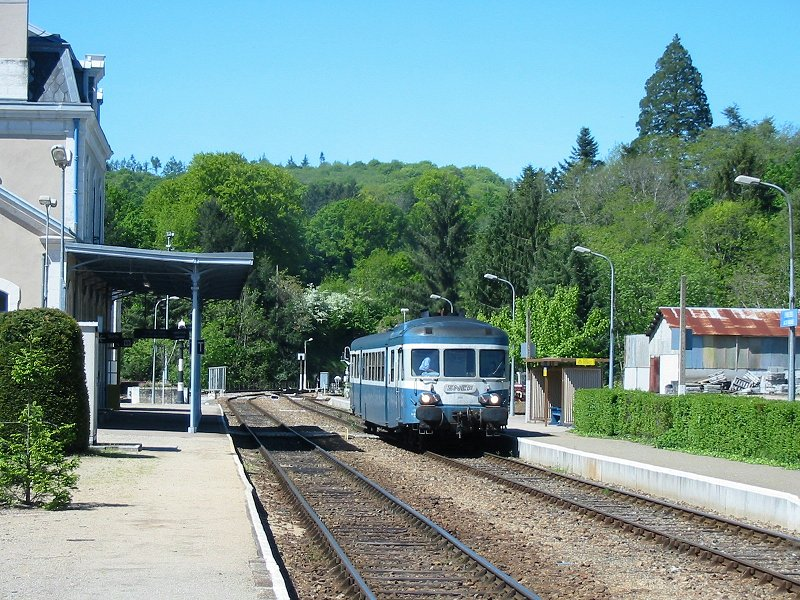
Autorail X 2800 du dépôt de Limoges en gare d'Eymoutiers-Vassivière.

En 1881, une ligne de chemin de fer est ouverte entre Limoges et Eymoutiers.
En 1883, la réalisation du pont métallique au-dessus de la Vienne permet le prolongement de la ligne vers Ussel.
La gare d'Eymoutiers-Vassivière est desservie par autorail avec huit ou neuf allers et retours quotidiens vers Limoges et quatre ou cinq allers et retours vers Ussel. Les autorails X 73500 du dépôt de Limoges remplacent depuis 2007 les X 2800 circulant sur cette ligne de 1982 à 2007.
De mai 2011 à décembre 2011, lors du renouvellement total de la voie ferrée entre Saint-Léonard-de-Noblat et Meymac, une desserte de remplacement par autocars est mise en place sur cette portion de ligne.
En hiver, certains dimanches, il est possible de gagner par train direct la station de sports d'hiver du Mont-Dore dans le Puy-de-Dôme.

### Climat
Le climat qui caractérise la commune est qualifié, en 2010, de « climat océanique altéré », selon la typologie des climats de la France qui compte alors huit grands types de climats en métropole. En 2020, la commune ressort du même type de climat dans la classification établie par Météo-France, qui ne compte désormais, en première approche, que cinq grands types de climats en métropole. Il s’agit d’une zone de transition entre le climat océanique, le climat de montagne et le climat semi-continental. Les écarts de température entre hiver et été augmentent avec l'éloignement de la mer. La pluviométrie est plus faible qu'en bord de mer, sauf aux abords des reliefs.
Les paramètres climatiques qui ont permis d’établir la typologie de 2010 comportent six variables pour les températures et huit pour les précipitations, dont les valeurs correspondent à la normale 1971-2000. Les sept principales variables caractérisant la commune sont présentées dans l'encadré ci-après.
| Paramètres climatiques communaux sur la période 1971-2000 - Moyenne annuelle de température : 10,8 °C - Nombre de jours avec une température inférieure à −5 °C : 5 j - Nombre de jours avec une température supérieure à 30 °C : 5,9 j - Amplitude thermique annuelle : 15,1 °C - Cumuls annuels de précipitation : 1 279 mm - Nombre de jours de précipitation en janvier : 14 j - Nombre de jours de précipitation en juillet : 8,3 j |

Avec le changement climatique, ces variables ont évolué. Une étude réalisée en 2014 par la Direction générale de l'Énergie et du Climat complétée par des études régionales prévoit en effet que la  température moyenne devrait croître et la pluviométrie moyenne baisser, avec toutefois de fortes variations régionales. La station météorologique de Météo-France installée sur la commune et mise en service en 1998 permet de connaître en continu l'évolution des indicateurs météorologiques. Le tableau détaillé pour la période 1981-2010 est présenté ci-après.
| Mois                                  | jan.          | fév.           | mars           | avril         | mai          | juin          | jui.         | août          | sep.          | oct.          | nov.          | déc.           | année      |
| ------------------------------------- | ------------- | -------------- | -------------- | ------------- | ------------ | ------------- | ------------ | ------------- | ------------- | ------------- | ------------- | -------------- | ---------- |
| Température minimale moyenne (°C)     | 1,2           | 1,3            | 3,5            | 5,7           | 9,4          | 12,7          | 13,8         | 14            | 11,3          | 8,9           | 3,8           | 1,4            | 7,3        |
| Température moyenne (°C)              | 3,9           | 4,6            | 7,4            | 9,9           | 14           | 17,6          | 18,7         | 18,8          | 15,7          | 12,4          | 6,6           | 4,1            | 11,2       |
| Température maximale moyenne (°C)     | 6,7           | 7,9            | 11,3           | 14            | 18,5         | 22,5          | 23,6         | 23,6          | 20            | 15,9          | 9,4           | 6,8            | 15,1       |
| Record de froid (°C) date du record   | −9,8 30.01.05 | −12,9 09.02.12 | −11,8 01.03.05 | −2,9 07.04.21 | 0,2 05.05.19 | 4,6 01.06.11  | 7,2 12.07.00 | 7,1 28.08.98  | 1,8 25.09.02  | −2,6 25.10.03 | −8,6 22.11.98 | −10,9 19.12.09 | −12,9 2012 |
| Record de chaleur (°C) date du record | 18,3 01.01.22 | 23,4 27.02.19  | 24,4 14.03.12  | 27,5 30.04.05 | 30 26.05.05  | 37,5 26.06.19 | 38 23.07.19  | 37,1 12.08.03 | 32,1 14.09.20 | 28,7 12.10.01 | 22,7 08.11.15 | 18,2 17.12.15  | 38 2019    |
| Précipitations (mm)                   | 95,9          | 79,7           | 98,3           | 132,7         | 102,8        | 85,2          | 103,8        | 92,3          | 77,8          | 96,9          | 118,8         | 97,9           | 1 182,1    |

## Urbanisme

### Typologie
Au 1er janvier 2024, Eymoutiers est catégorisée bourg rural, selon la nouvelle grille communale de densité à sept niveaux définie par l'Insee en 2022.
Elle est située hors unité urbaine et hors attraction des villes,.

### Occupation des sols
L'occupation des sols de la commune, telle qu'elle ressort de la base de données européenne d’occupation biophysique des sols Corine Land Cover (CLC), est marquée par l'importance des forêts et milieux semi-naturels (55,5 % en 2018), une proportion sensiblement équivalente à celle de 1990 (55,6 %). La répartition détaillée en 2018 est la suivante : 
forêts (53,4 %), prairies (32,9 %), zones agricoles hétérogènes (7 %), zones urbanisées (2,5 %), terres arables (2,2 %), milieux à végétation arbustive et/ou herbacée (2,1 %). L'évolution de l’occupation des sols de la commune et de ses infrastructures peut être observée sur les différentes représentations cartographiques du territoire : la carte de Cassini (XVIIIe siècle), la carte d'état-major (1820-1866) et les cartes ou photos aériennes de l'IGN pour la période actuelle (1950 à aujourd'hui).

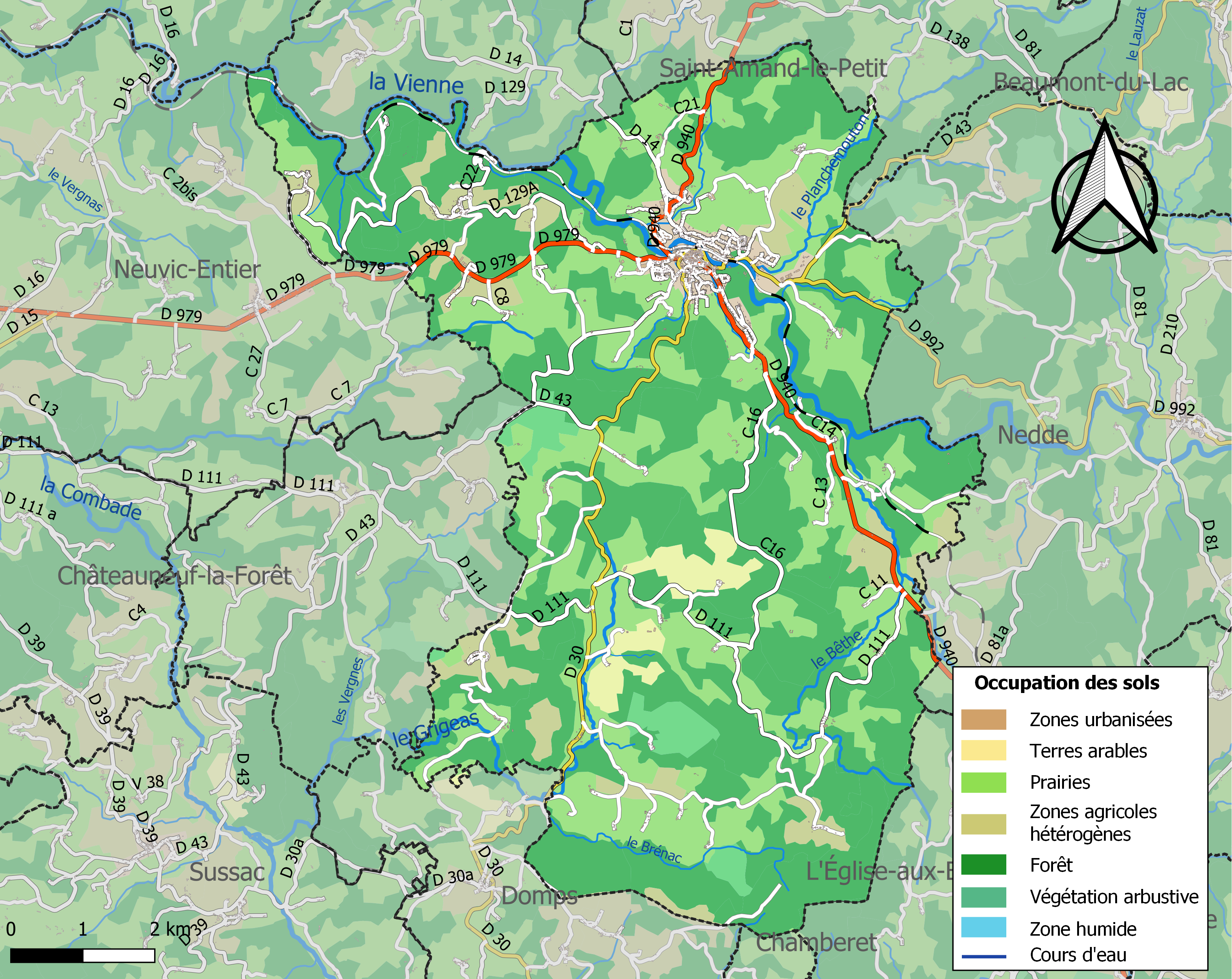
Carte des infrastructures et de l'occupation des sols de la commune en 2018 (CLC).

### Risques majeurs
Le territoire de la commune d'Eymoutiers est vulnérable à différents aléas naturels : météorologiques (tempête, orage, neige, grand froid, canicule ou sécheresse), inondations et séisme (sismicité très faible). Il est également exposé à un risque particulier : le risque de radon. Un site publié par le BRGM permet d'évaluer simplement et rapidement les risques d'un bien localisé soit par son adresse soit par le numéro de sa parcelle.

#### Risques naturels
Certaines parties du territoire communal sont susceptibles d’être affectées par le risque d’inondation par débordement de cours d'eau, notamment la Ribière, la Vienne et le Grigeas. La commune a été reconnue en état de catastrophe naturelle au titre des dommages causés par les inondations et coulées de boue survenues en 1982, 1999 et 2013,. Le risque inondation est pris en compte dans l'aménagement du territoire de la commune par le biais du plan de prévention des risques inondation (PPRI) de la « Vienne à Eymoutiers », approuvé le 17 mai 2011.

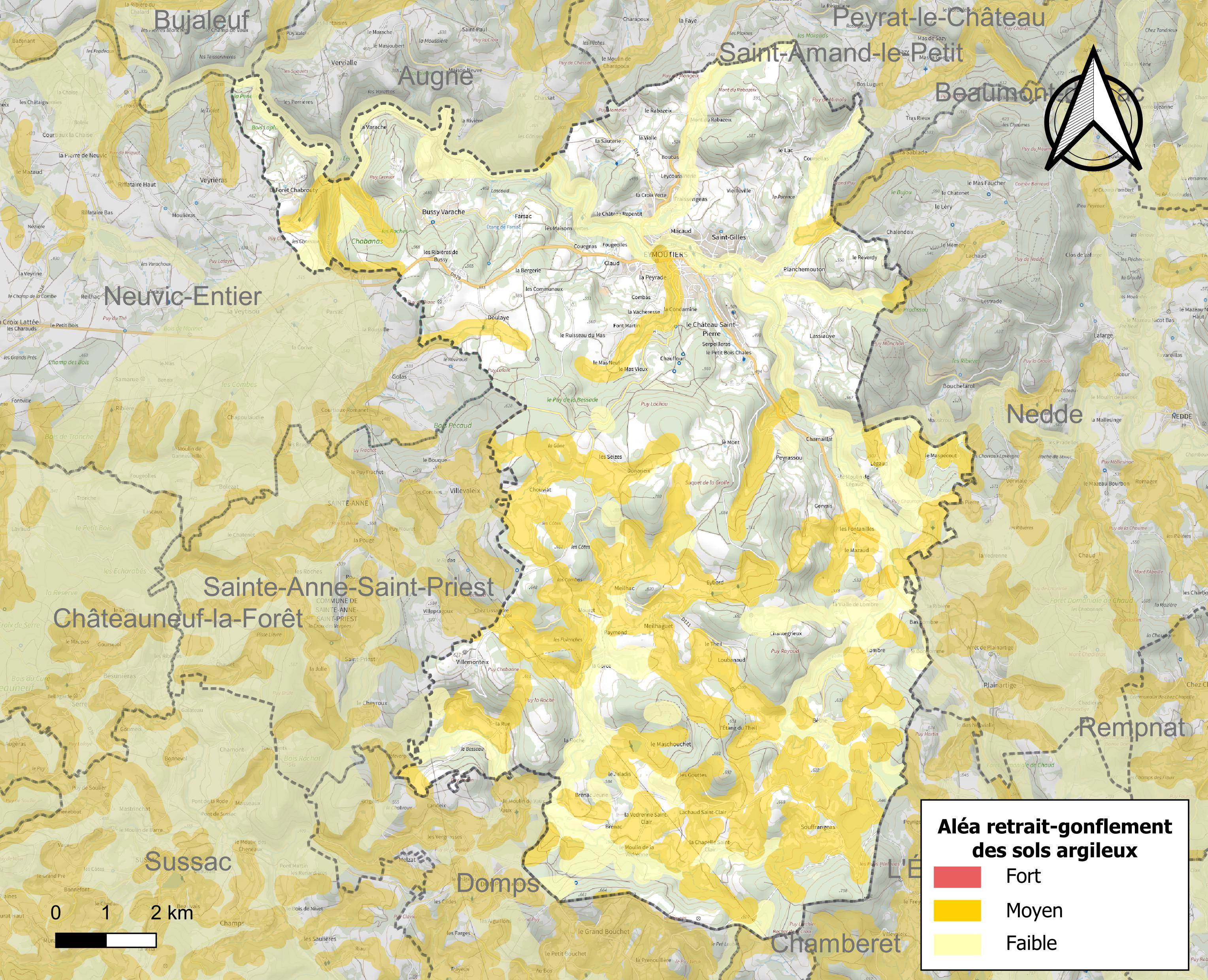
Carte des zones d'aléa retrait-gonflement des sols argileux d'Eymoutiers.

Le retrait-gonflement des sols argileux est susceptible d'engendrer des dommages importants aux bâtiments en cas d’alternance de périodes de sécheresse et de pluie. 27,3 % de la superficie communale est en aléa moyen ou fort (27 % au niveau départemental et 48,5 % au niveau national métropolitain). Depuis le 1er octobre 2020, en application de la loi ÉLAN, différentes contraintes s'imposent aux vendeurs, maîtres d'ouvrages ou constructeurs de biens situés dans une zone classée en aléa moyen ou fort,.
La commune a été reconnue en état de catastrophe naturelle au titre des dommages causés par des mouvements de terrain en 1999.

#### Risque particulier
Dans plusieurs parties du territoire national, le radon, accumulé dans certains logements ou autres locaux, peut constituer une source significative d’exposition de la population aux rayonnements ionisants. Selon la classification de 2018, la commune d'Eymoutiers est classée en zone 3, à savoir zone à potentiel radon significatif.

## Toponymie
Son nom se prononçait autrefois [ejmuˈtiː] en dialecte limousin. Cela s'écrit Aimostier en graphie classique et Eymouti en graphie mistralienne / phonétique.

## Histoire

### Le saint fondateur
Psalmet serait né au VIe siècle, en Irlande et eut pour précepteur le saint abbé Brandan. Cherchant la solitude, ils décidèrent de partir sur une barque et vinrent mouiller dans un port de Saintonge où ils furent reçus par le bienheureux Léonce. Là, Psalmet fit tant de miracles que la réputation qu'il avait acquise nuisait à son souhait pour la solitude et la vie cachée.
Il partit pour le Limousin et s'arrêta dans un lieu désert, près d'Eymoutiers, puis s'installa à Grigeas dans une forêt épaisse. Un loup mangea l'âne qui lui portait ses fardeaux et le saint commanda au féroce animal de remplacer l'âne dans ses travaux. Psalmet récitait tout le psautier et priait des nuits entières d'où le nom qui lui fut donné. Il délivra un homme d'un serpent qui l’avait avalé, rendit la vue à une femme, guérit la fille du duc d'Aquitaine du venin d'un aspic qui l'avait mordue et fit bien d'autres miracles. Les pèlerins affluaient et Psalmet, pour retrouver sa quiétude, obtint de Dieu qu'il lui retirât ce pouvoir, puis il pria jusqu'à sa mort, vers 630.

À sa mort, il fut inhumé sur les bords de la Vienne et sur son tombeau fut construite une petite église, desservie par un monastère de chanoines. 

« Ce monastère était au pied de la colline. Moutier veut lui-même dire "monastère" et la colline "agentus" est celle de Château "Ayen-Moutiers" (le monastère "sous" la colline, contracté en "Aymoutiers" puis "Eymoutiers"). »

— Noms de lieux en Limousin, Marcel Villoutreix

### Une véritable petite «ville»
Autour du monastère se développe un noyau d'habitats. Celui-ci devient vite le fief de l'évêque de Limoges, qui y fait construire un château (aujourd'hui disparu). En 1428, la ville d'Eymoutiers reçoit de l'évêque, Pierre III de Montbrun, son suzerain, sa charte d'affranchissement. L'évêque et le chapitre sont restés seigneurs justiciers de la ville. Les nobles, bourgeois, marchands, habitants et manants d'Eymoutiers ont obtenu de leurs coseigneurs, l'évêque et le chapitre, diverses franchises et libertés. Les consuls d'Eymoutiers n'ont jamais joui du droit de justice. Ils sont autorisés à entourer la ville de murailles, de tours et de fossés. Ainsi libre et indépendante, une muraille est construite entourant la ville.

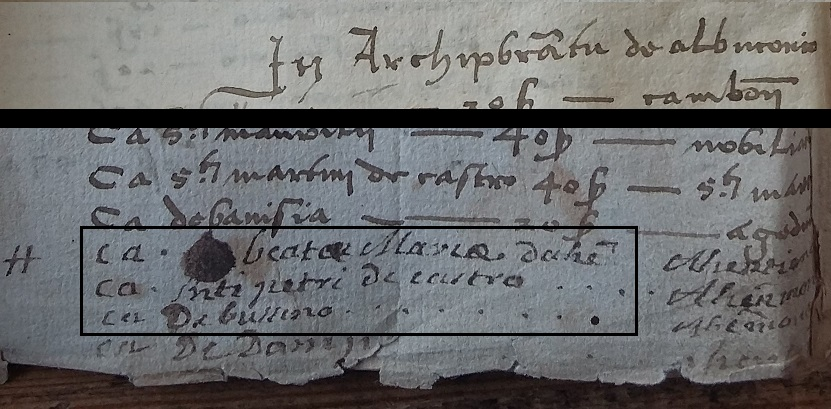
Extrait du Pouillé de 1520. Ancien diocèse de Limoges.

En raison de son statut particulier, Eymoutiers n'apparaît pas dans le Pouillé de 1315. En revanche, en 1520, on identifie dans la liste des paroisses du diocèse de Limoges : l'église Notre Dame, l'église Saint Pierre du Château et l'église de Bussy, toutes trois comptées dans l'archiprêtré d'Aubusson et rattachées au chapitre d'Eymoutiers. Elles ont maintenant disparu.
En 1629, le couvent des ursulines est édifié à Eymoutiers sur l'ordre de monseigneur François de La Fayette. On s'y consacre à l'éducation des jeunes filles. En ce qui concerne les garçons, il fallut attendre 1778 et la construction du collège de garçons par monseigneur Louis de Plessis d'Argentré.

### La capitale de la tannerie limousine
À partir du XIe siècle, se développe à Eymoutiers la corporation des tanneurs ; fabricants de cuir fait à partir de peaux et de tan, écorces de chêne et de châtaignier broyées. C'est de là que les habitants d'Eymoutiers tiennent leur nom : les « pelauds » (ceux qui pèlent la peau). Cet artisanat a connu son apogée au XVIIe siècle (on comptait vingt tanneries à Eymoutiers en 1628). Elles étaient toutes installées en bordure de Vienne. Les « tanateurs » ont profité d'une grosse production locale de bovins fournissant une matière première de bonne qualité et d'une eau pure, non calcaire pour faire reverdir les peaux après le séchage. Les peaux étaient utilisées sur place dans la bourrellerie et la chaussure, le reste de la production était vendu dans tout le Limousin. On expédiait dans la région de Lyon et de Grenoble des peaux brutes de chèvres et de chevreaux.
Les maisons des tanneurs possédaient des greniers à claires-voies utilisés pour le séchage des peaux. Mais comme ces surfaces se sont vite avérées insuffisantes, il fallut équiper du même système de nombreuses maisons du bourg. Quelques-uns de ces greniers subsistent encore, donnant un cachet particulier à ces vieilles maisons. Un moulin à écorces sera construit près du pont de Peyrat. Il servira à réduire en poudre les écorces de chêne et de châtaignier afin d'obtenir le tan utilisé dans le traitement du cuir.

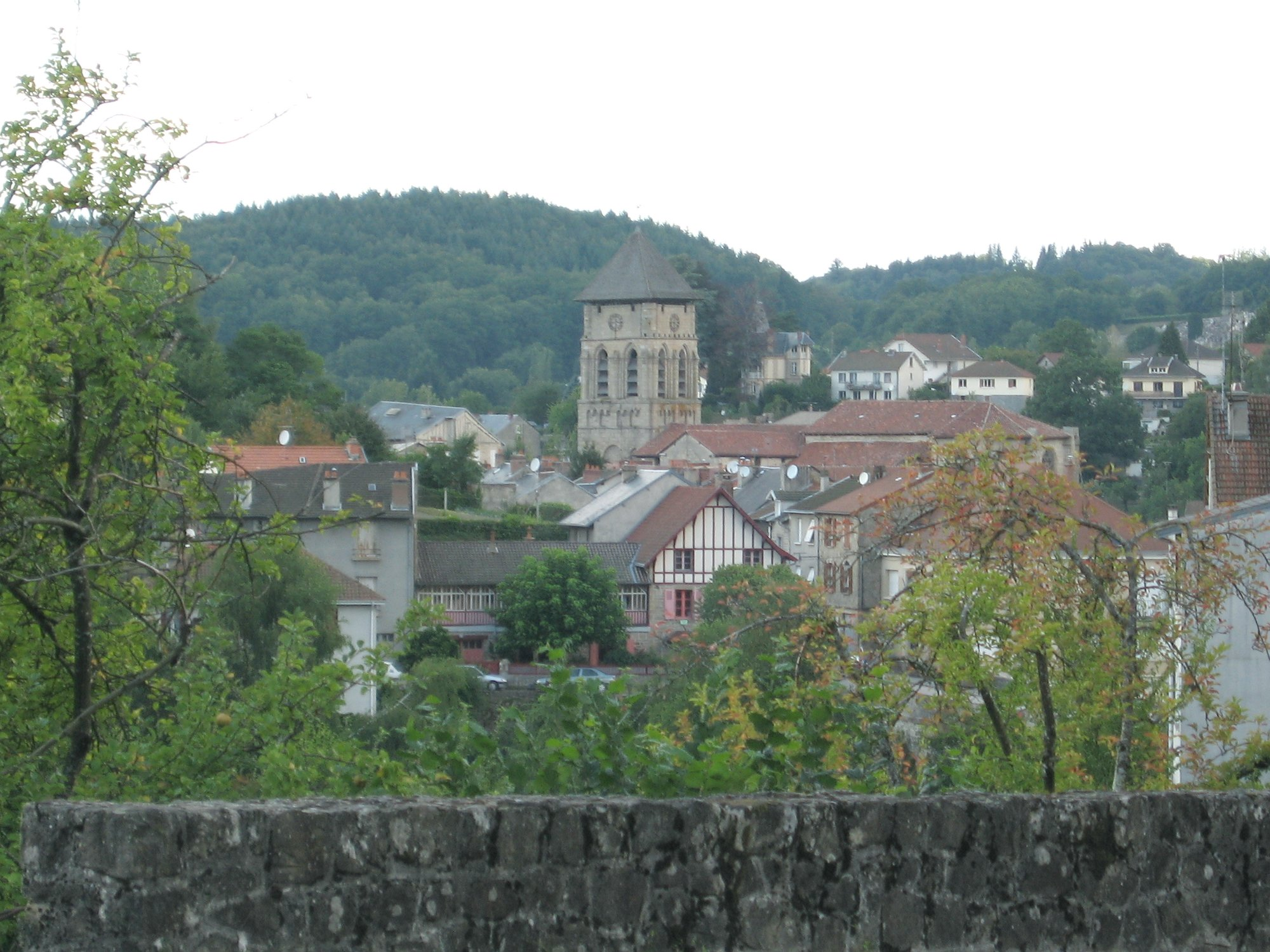
Vue sur le clocher de la collégiale d'Eymoutiers.
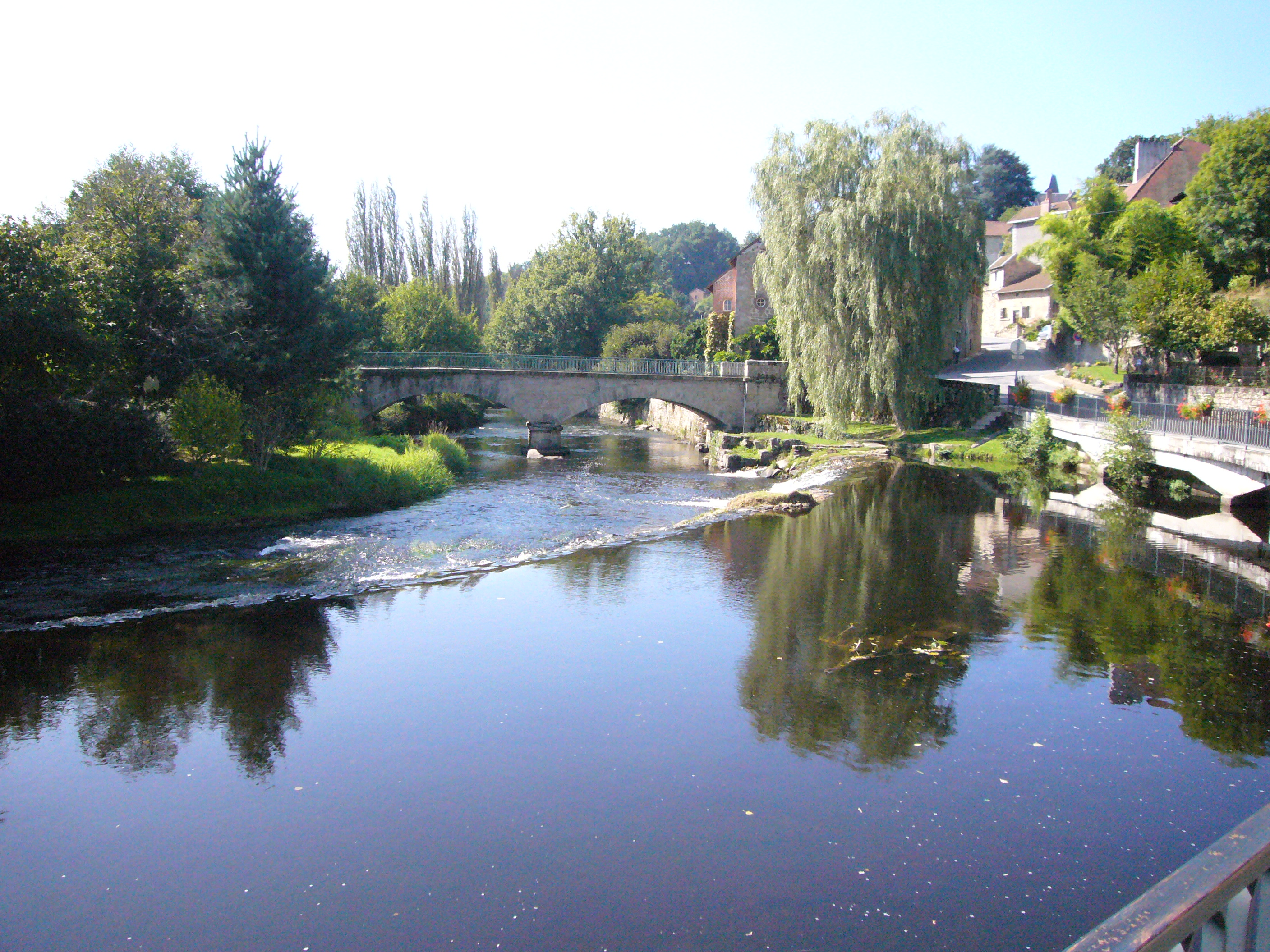
La Vienne à Eymoutiers.

Au XVIIe siècle donc, cette activité florissante occupait un nombre considérable d'ouvriers. Les « tanadours » et « couréadours » d'Eymoutiers se sont rapidement regroupés en confrérie. Cette confrérie avait une vocation surtout religieuse, faisant célébrer des messes, s'occupant des pauvres et des infirmes du métier. Mais les frères n'oubliaient pas le temporel et les statuts prévoyaient jusqu'à cinq banquets annuels. Juste compensation face aux rigueurs de ce métier. Ils travaillaient toujours les mains dans l'eau, le sel et le tan ; les peaux séchaient l'hiver dans ces greniers ouverts, le froid envahissait donc les maisons sans parler de la forte odeur qui devait y régner.
Le 27 décembre 1870 le ballon monté Tourville s'envole de la gare d'Orléans à Paris alors assiégé par les Prussiens et termine sa course à Eymoutiers après avoir parcouru 433 kilomètres.
Le bourg fut desservi de 1912 à 1949 par une ligne de chemin de fer secondaire exploitée par la Compagnie des chemins de fer départementaux de la Haute-Vienne. L'une des quatre lignes de ce réseau de tramways électriques — voies à écartement métrique — reliait Limoges et Peyrat-le-Château en passant par Eymoutiers.

### Seconde Guerre mondiale
La gare d'Eymoutiers fut le théâtre d'un attentat organisé par la résistance locale. Sur la façade côté rue est posée une plaque :

« Pas de foin pour Hitler.

Ici le 12/12/1942 était détruite par Georges Guingouin la botteleuse du ravitaillement général, première opération de ce genre pour la Haute-Vienne. »

Le 13 mars 1943 fut décidée et menée par Georges Guingouin et quelques hommes, une action de commando, préférée à un simple déraillement facilement réparable, qui sera la destruction à l'explosif d'un pilier soutenant 2 arches du viaduc de Bussy-Varache sur la voie ferrée Limoges-Ussel, les rails et traverses de la voie pendent dans le vide, obligeant à un long transbordement des marchandises par l'occupant jusqu'à la Libération. Ce sera la preuve éclatante de l'existence d'un maquis offensif et très organisé.
Une nouvelle dimension est atteinte dans l'aura de la Résistance armée, avec l'« affaire de Farsac ». Un groupe de maquisards, dit « du commandant Fernand »), est caché dans les caves d'une ferme. Le 5 février 1944, probablement sur dénonciation, ils sont attaqués par un bataillon allemand. La fusillade fait trois morts et plusieurs blessés. La tragédie est avivée par l'arrestation des fermiers : Mélanie Périgaud, qui mourra en déportation à Bergen-Belsen, et son fils qui reviendra marqué à vie par son séjour au camp de Mauthausen.
Le 7 avril 1944, jour de foire à Eymoutiers, passage dramatique d'une unité de la Wehrmacht (division Brehmer). Répression aveugle (exécutions sommaires) et rafle d'une soixantaine de juifs assignés à résidence. En réponse de la part de la Résistance, exécution publique, place d'Armes, d'un groupe de 6 hommes prétendus collaborateurs dont le notaire Maître Brenac, malgré l'intervention courageuse d'un prêtre réfugié à  Eymoutiers, « le curé lorrain ». 
Jean Boyon, originaire de Niederbronn-les-Bains et secrétaire à la mairie d'Eymoutiers pour les réfugiés de Niederbronn et Gélucourt en Moselle et son épouse Marie Marguerite Mougin-Boyon s'établirent à Eymoutiers après l'ordre d'évacuation des villages de la ligne Maginot en septembre 1940. Maria Boyon-Mougin cacha, pendant la rafle du 7 avril 1944, Henriette Lévi, son mari Jean Boyon et de Mr Fantouillet, maire de la ville (à cette date, Fantouillet n'était plus maire, il avait été poussé à la démission par la Résistance, à la suite des combats de Farsac). Avec sang-froid, elle était parvenue, avec la femme du maire, à contenir les Allemands de la division Brehmer dans leur perquisition. Marie Marguerite Mougin-Boyon sauva plusieurs juifs de la déportation avec son frère Paul Mougin de Mulhouse. Jean Boyon enrôlé dans les F.T.P.-F.F.I. réchappa "par miracle" le 21 juillet 1944 aux Allemands qui voulaient le fusiller sur la place de la ville.
Le 9 juin 1944, au soir, le commandant du 3ème bataillon du régiment « Der Führer » de la division 2e division SS Das Reich, Helmut Kämpfe, est capturé par le Maquis, dans une embuscade à la sortie de Saint-Léonard-de-Noblat, près de Moissannes pour avoir, lui aussi, pris de l’avance sur son bataillon. Dès l’annonce de sa capture, à l’état-major de la division, des recherches sont lancées tous azimuts, dans les secteurs Est du département de la Haute-Vienne. Un prisonnier, retenu à la prison de Limoges, est aussitôt libéré pour joindre le commandement du Maquis et porter les propositions allemandes en vue d’un échange de prisonniers : le commandant Kämpfe contre cinquante maquisards internés à la prison de Limoges et une somme de 36000 marks.
Laudoueineix, un des « légaux » d’Eymoutiers, chargé de communiquer avec Guingouin, se rend jusqu’à Sussac le 10 au matin et entre en contact, dans l’aprèsmidi seulement, avec des membres de l’état-major du chef du Maquis, en Haute-Vienne. Mais le 10 après-midi, c’est le Massacre d’Oradour-sur-Glane… 
Sous la direction de Louis Godefroy, Compagnon de la Libération. Les FTPF mènent des opérations à Eymoutiers, Egletons et Tulle, qu’il commande personnellement
14 juillet 1944 : défilé d'un groupe de maquisards FTP, puis cérémonie au monument aux morts. Mais le 18, les Allemands sont de retour. Des combats ont lieu à La Condamine, où 7 résistants perdent la vie. Jusqu'au 23 juillet, l'occupant mène des opérations en ville, qu'il quitte le 24.

## Politique et administration

### Liste des maires

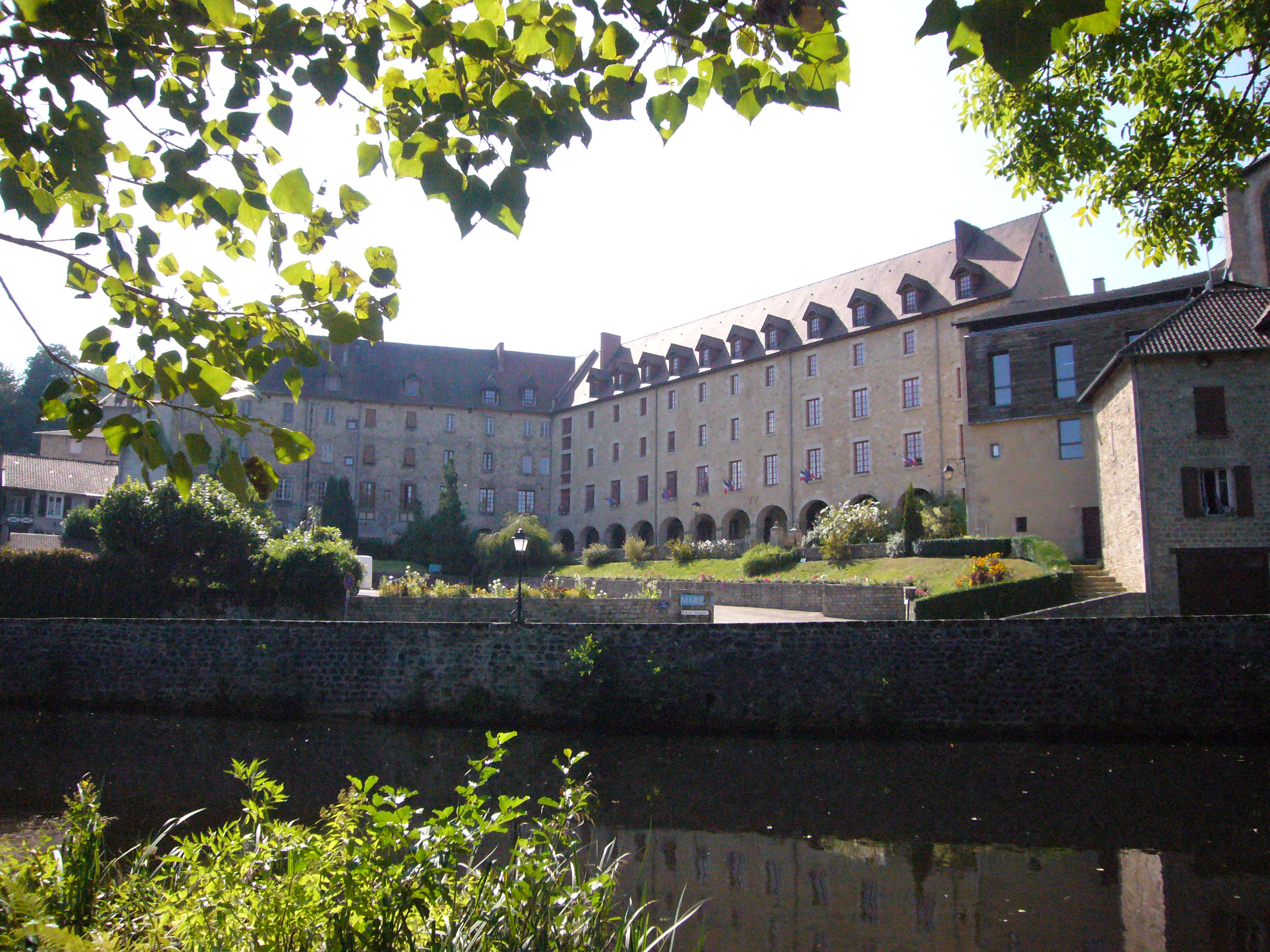
La mairie, située dans l'ancien couvent des Ursulines.

| Période                                  | Période                   | Identité         | Étiquette                       | Qualité                                                                                                   |
| ---------------------------------------- | ------------------------- | ---------------- | ------------------------------- | --- |
| Les données manquantes sont à compléter. |                           |                  |                                 | |
| 1900                                     | décembre 1919             | Aristide Pradet  | Radical                         | Médecin Conseiller général du canton d'Eymoutiers (1896 → 1910)                                           |
| décembre 1919                            | septembre 1939 (destitué) | Jules Fraisseix  | SFIO puis PCF                   | Médecin Conseiller général du canton d'Eymoutiers (1910 → 1940) Député de la Haute-Vienne (1928 → 1932)   |
| Les données manquantes sont à compléter. |                           |                  |                                 | |
| mai 1945                                 | novembre 1952 (décès)     | Jules Fraisseix  | PCF                             | Médecin Conseiller général du canton d'Eymoutiers (1945 → 1952) Sénateur de la Haute-Vienne (1946 → 1948) |
| novembre 1952                            | mars 1989                 | Jean Fraisseix   | PCF puis Communiste indépendant | Médecin Conseiller général du canton d'Eymoutiers (1953 → 1967)                                           |
| mars 1989                                | juillet 2019              | Daniel Perducat  | PS                              | Chargé d'études retraité                                                                                  |
| juillet 2019                             | En cours                  | Mélanie Plazanet | DVG                             | Auto-entrepreneur[réf. nécessaire], conseillère régionale                                                 |

### Jumelages
- Diespeck (Allemagne), voir Diespeck (de)
- Saint-Pamphile (Canada)

### Héraldique
|  | Les armes de la commune se blasonnent ainsi : - De sinople aux deux bandes d’or. |

## Population et société

### Démographie
Les habitants sont appelés les Pelauds.

L'évolution du nombre d'habitants est connue à travers les recensements de la population effectués dans la commune depuis 1793. Pour les communes de moins de 10 000 habitants, une enquête de recensement portant sur toute la population est réalisée tous les cinq ans, les populations de référence des années intermédiaires étant quant à elles estimées par interpolation ou extrapolation. Pour la commune, le premier recensement exhaustif entrant dans le cadre du nouveau dispositif a été réalisé en 2008.

En 2022, la commune comptait 2 067 habitants, en évolution de +0,29 % par rapport à 2016 (Haute-Vienne : −0,68 %, France hors Mayotte : +2,11 %).
| 1793  | 1800  | 1806  | 1821  | 1831  | 1836  | 1841  | 1846  | 1851  |
| ----- | ----- | ----- | ----- | ----- | ----- | ----- | ----- | ----- |
| 2 160 | 1 521 | 3 128 | 1 506 | 3 436 | 3 543 | 3 491 | 3 830 | 3 823 |

| 1856  | 1861  | 1866  | 1872  | 1876  | 1881  | 1886  | 1891  | 1896  |
| ----- | ----- | ----- | ----- | ----- | ----- | ----- | ----- | ----- |
| 3 539 | 3 572 | 3 888 | 3 919 | 4 089 | 4 327 | 4 302 | 4 192 | 4 557 |

| 1901  | 1906  | 1911  | 1921  | 1926  | 1931  | 1936  | 1946  | 1954  |
| ----- | ----- | ----- | ----- | ----- | ----- | ----- | ----- | ----- |
| 4 213 | 4 089 | 4 094 | 3 634 | 3 601 | 3 638 | 3 673 | 3 382 | 3 330 |

| 1962  | 1968  | 1975  | 1982  | 1990  | 1999  | 2006  | 2008  | 2013  |
| ----- | ----- | ----- | ----- | ----- | ----- | ----- | ----- | ----- |
| 3 195 | 3 108 | 2 933 | 2 635 | 2 441 | 2 115 | 2 068 | 2 055 | 2 057 |

| 2018  | 2022  | - | - | - | - | - | - | - |
| ----- | ----- | - | - | - | - | - | - | - |
| 2 064 | 2 067 | - | - | - | - | - | - | - |

Le résultat de 1896 est surprenant. Comment la commune a-t-elle pu gagner 365 habitants en cinq ans ? (soit + 9 %), alors qu'elle avait amorcé un léger déclin à la fin de la décennie 1880. Puis les reperdre aussi vite (1901) ? Les résultats du recensement de 1896 paraissent donc très douteux. D'autant qu'ils représentent le maximum démographique. Ce dernier serait plutôt celui de 1881 : 4 327 habitants.[Interprétation personnelle ?]

### Enseignement
- Collège Georges-Guingouin avec enseignement complet. Cet établissement fut, dans un premier temps, nommé Marcel Cachin, délibération cassée par la préfecture. Cette alternative : ou le grand résistant que fut Guingouin, victime des purges du parti communiste au plus fort de sa période stalinienne, ou Cachin, apparatchik emblématique de cette même période, est très représentative des querelles et des haines qui perdurèrent dans cette région d'affrontements longtemps après la guerre.
- Ecole maternelle et élémentaire, ainsi que d'une crèche laïque ouverte en 2010.
- Ecoles élémentaires dans les hameaux de Bethe, Bussy-Varache, la Roche (le village du Theil fut un temps envisagé).

### Santé
La commune compte plusieurs professionnels de santé (médecins généralistes, pharmacie, dentiste, etc.), des services d'ambulance et un vétérinaire ; certains professionnels sont rassemblés au sein de la maison de santé pluridisciplinaire des Portes de Vassivière.

### Sport, vie associative

#### Sports
- Club de football, l'ASE, aux couleurs jaune-bleu, qui connut son heure de gloire dans les années 1950-1960.
- Rugby.
- Judo.
- Canoë-kayak.
- Athlétisme dans les années 1930, pratiqué brièvement.
- Basket féminin en plein air après la Seconde Guerre mondiale.
- Hand-ball dans les années 1970.
- Cyclisme avec sa course professionnelle très réputée, le Grand prix de Macaud, qui vit participer de nombreuses gloires comme Raymond Poulidor, Jacques Anquetil, Fausto Coppi, Charly Gaul, Louison Bobet.
- Course de côte automobile de qualité pendant quelques années.
- Piscine de plein air chauffée très fréquentée en été.

#### Autres associations
- Club de minéralogie, qui a son musée.

## Économie
- Hypermarché Casino[38]

## Culture locale et patrimoine

### Lieux et monuments
- La collégiale Saint-Étienne dont le chœur gothique possède de magnifiques vitraux du XVe siècle[39]. L'édifice a été classé au titre des monuments historiques en 1907[39].
- L'église Notre-Dame d'Eymoutiers. Elle est inscrite à l'Inventaire général du patrimoine culturel[40].
- L'église Saint-Jacques-le-Majeur d'Eymoutiers. Elle est inscrite à l'Inventaire général du patrimoine culturel[41].
- L'église Saint-Pierre d'Eymoutiers. Elle est inscrite à l'Inventaire général du patrimoine culturel[42].
- La tour d'Ayen[43],[44] du XVIe siècle.
- La mairie, ancien couvent des Ursulines[27].
- Les maisons des tanneurs[45] située dans la rue Farges dont la construction peut remonter au XVe siècle.
- La Maison Romanet[46].
- Château de Farsac
- L'ensemble monumental symbolisant quinze hommes debout intitulé L'Infini suspendu[47] du sculpteur Christian Lapie.
- Le viaduc de Bussy-Varache.
- La forêt domaniale de Chaud.

### Patrimoine campanaire
La commune, qui est membre de l'Association campanaire limousine, dispose de 15 cloches au total situées dans les bâtiments suivants :
- Collégiale Saint-Étienne (nombre : 3)
- Chapelle Saint-Gilles (nombre : 2)
- Chapelle Saint-Jean de l'Hôpital (nombre : 1)
- École du bourg (mairie) (1 cloche murale)
- Cloche de l'annonceur de rue dite « cloche du Tonin » (1)
- Hôtel-Dieu (nombre : 1, installée à la maison de retraite)
- Maison du tanneur (1 cloche murale)
- Ancien hôtel (1 cloche murale)
- École des sœurs (1 cloche murale)
- École de Bussy-Varache (1 cloche murale)
- Château de Farsac (1 cloche murale)
- Château de Beaune (1 cloche murale)

### Activités culturelles
- Cinéma Le Jean-Gabin, avec salle à gestion associative[Note 9].
- Une troupe de théâtre amateur, réputée depuis longtemps pour ses pièces de théâtre.

### Personnalités liées à la commune
- François Dumont-Saint-Priest, homme politique né le 24 mars 1785 à Eymoutiers et mort le 30 décembre 1855 à Limoges.
- Nicolas Ducheyron, colonel et général français de la révolution né le 11 novembre 1770 à Eymoutiers et mort le 16 décembre 1800 à Salzbourg.
- François Valière, général, gouverneur du Sénégal de 1869 à 1876, né le 30 septembre 1826 à Eymoutiers.
- Léon, Théophile Raymond, né le 18 février 1844 à Eymoutiers, médecin conseiller général radical de Limoges-Nord. Élu sénateur en 1907, réélu en 1909 (groupe de la gauche démocratique).
- Jules Fraisseix (1872-1952) Médecin de campagne, résistant ; membre du parti socialiste SFIO, puis du parti communiste. Conseiller général (1910-1952) et maire (1919-1952). Premier député communiste de Haute-Vienne (1928-1932), révoqué en tant que maire par le gouvernement Daladier  en septembre 1939. Premier et unique sénateur communiste de Haute-Vienne (1946-1948). Il soigna Georges Guingouin blessé après son retour en juin 1940.
- Clément Cazaud, parlementaire sous la Troisième République, né le 8 mars 1885 à Eymoutiers.
- Marcelle Chaumont, couturière née en 1891 à Perols sur Vezere
- Robert Garraud (1910-1988), né à Eymoutiers, député des Hautes-Alpes en 1958.
- Georges Guingouin, né le 2 février 1913 à Magnac-Laval et mort le 27 octobre 2005 à Troyes. Résistant et homme politique français, militant jusqu'en 1952 du Parti communiste français (PCF), il joue un rôle de premier plan dans la résistance, se fait appeler « Raoul » en étant à la tête des maquis de la montagne limousine (il est surnommé « lou Grand » et le « Préfet du Maquis »).
- Jean Fraisseix (1922-2007), neveu de Jules Fraisseix. Né à Paris, où son père Louis était horloger, il fut le successeur professionnel et politique de son oncle. Ayant fait ses études à Paris, après avoir participé à la Résistance, il s'installe à Eymoutiers en 1952. Membre du PCF, il hérite des mandats de maire, puis de conseiller général, mais n'eut jamais de mandat national. D'un tempérament très indépendant, il se heurta souvent à la direction de son parti (guerre d'Algérie, contrôle des naissances…). Exclu en 1961, mais constamment réélu à la mairie jusqu'en 1989, il fut un administrateur très volontaire, notamment en matière d'équipements (dispensaire, écoles, collège — décision du conseil de Jules, réalisation par celui de Jean — piscine, halle des sports…) ou de réalisations pour la jeunesse (centre aéré, colonie de vacances).
- Paul Rebeyrolle, peintre né le 3 novembre 1926 à Eymoutiers, mort le 7 février 2005 à Boudreville (Côte-d'Or). Un espace d'exposition porte son nom.
- Cyril Jonard (né en 1976), judoka français, champion paralympique en 2004, vice-champion paralympique en 2008.
- Sylvain Creuzevault (né en 1982), acteur et metteur en scène, établi à Eymoutiers.
- Matthieu Vaxivière (né en 1994), coureur automobile originaire d'Eymoutiers.

### Films tournés à Eymoutiers
- Plusieurs scènes de différentes saisons de la série télé Un village français ont été tournées à Eymoutiers.
- Lumières d'été (1943) de Jean Grémillon (avec Pierre Brasseur), pour quelques scènes.

### Philatélie
Le 10 mai 2023, La Poste a émis un bloc collector de 8 timbres à validité permanente pour lettre verte sur le thème « Limousin - Périgord - Terres de rivières » dont un des timbres représente la Vienne à Eymoutiers.

## Pour approfondir

#### Travaux universitaires
- Sur l'histoire politique du XXe siècle, quatre mémoires universitaires :
  - Michel Patinaud, « Un canton rouge, laboratoire du communisme rural : 1945-1990 », 1991 (université de Toulouse le Mirail)
  - Michel Patinaud, « Un dissident du PCF : Jean Fraisseix (1952-1989) », 1992 (université de Limoges)
  - Emmanuelle Balot, « Les pouvoirs locaux dans le canton d'Eymoutiers : 1935-1953 », 1993 (université de Limoges)
  - Lionel Lemasson, « Un exemple d'implantation socialiste et communiste en Haute Vienne : 1898-1939 », 2001 (faculté de droit de Limoges/Pulim)
- Dominique Danthieux, « Le département rouge (1895-1940) » (thèse), 2005 (Limoges/Pulim)